# 9226 Arimahiroshi
A 9226 Arimahiroshi (ideiglenes jelöléssel 1996 AB1) a Naprendszer kisbolygóövében található aszteroida. Kobajasi Takao fedezte fel 1996. január 12-én.